# Дошен, Марко
Марко Дошен (хорв. Marko Došen) (Мушалук, близ Госпичa, 7 июля 1859 — Загреб, 7 сентября 1944) — хорватский историк и политик. Друг Анте Старчевича и Ванчо Михайлова. Председатель Хорватского Сабора (1942—1944).

## Биография
Марко Дошен родился 7 июля 1859 года в личанском селе Мушалук, близ Госпича. Происходил из старинного дворянского рода. По окончании полковой граничарской школы в родной Лике, Марко продолжил образование в хорватский гимназии Беловара. Занявшись торговлей, Марко Дошен переехал в 1890 году в Санкт-Петербург и открыл там книжный магазин. В соавторстве с русским историком М. Филипповым, Дошен написал и издал книгу «Хорваты и их борьба с Австрией» («Hrvati i njihova borba s Austrijom»).
В 1913—1918 годах Дошен был депутатом Хорватского Сабора от Хорватской партии права (ХПП). После образования в 1918 г. Королевства сербов, хорватов и словенцев, Дошен несколько раз избирался в Скупщину депутатом от Хорватской крестьянской партии (в 1920, 1923 и 1925 гг.). Однако, вышел из партии в 1925 году, когда её лидер Степан Радич заключил соглашение с министром-председателем Николой Пашичем. После установления 6 января 1929 года диктатуры короля Александра I Карагеоргиевича, Дошен присоединился к Усташскому хорватскому революционному движению (УХРО), основанному 7 января 1929 г. членом ХПП Анте Павеличем.
В 1932 году 73-летний Марко Дошен стал одним из организаторов Велебитского восстания горцев-личан против Королевства Югославии (другими руководителями восстания были члены УХРО Векослав Серватци, Джуро Рукавина и Андрия Артукович). Вскоре повстанцы были разгромлены, Дошен бежал в Италию, к Павеличу. В 1933 году Дошен переехал в Болгарию, где установил дружеские отношения с деятелями Внутренней Македонской революционной организации (ВМРО). Дошен совершил турне по Болгарии, выступая с публичными лекциями и приняв участие в Великом македонском сборе.

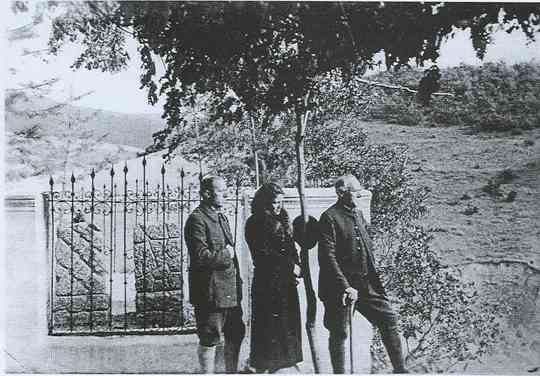
Ванчо Михайлов, Менча Кырничева и Марко Дошен на могиле Тодора Александрова.

Дошен принял активное участие в координации действий УХРО и ВМРО против Александра I Карагеоргиевича. В результате сотрудничества этих организаций, в октябре 1934 года было совершено Марсельское убийство, в ходе которого король Александр был убит.
В 1942 г., через год после создания Независимого Государства Хорватия, Дошен вернулся на родину, будучи тяжело болен. В том же году был избран председателем Хорватского Сабора и пребывал на этом посту до конца своих дней. 30 декабря 1942 г. Дошен подал Павеличу меморандум, содержавший резкую критику внешней и внутренней политики НГХ. В частности, осудивший Римское соглашение Павелича и Муссолини (1941 г.). Дошен писал о геноциде хорватского народа в Далмации и Приморской Хорватии, проводимом сербскими четниками, при попустительстве итальянцев.
Марко Дошен умер 7 сентября 1944 года в Загребе. Похоронен на мемориальном кладбище Мирогой.